# Trzciągowo
Trzciągowo – część wsi Wapnica, położony w województwie zachodniopomorskim, w powiecie kamieńskim, w gminie Międzyzdroje, 2 km na wschód od Wapnicy.
W latach 1975–1998 miejscowość administracyjnie należała do województwa szczecińskiego.
Trzciągowo położona na wschodnim krańcu Doliny Trzciągowskiej, wcinającej się od zachodu głębokim klinem w zalesione Pagórki Lubińsko-Wapnickie (oraz w obszar Wolińskiego Parku Narodowego). Na północy obszar ochrony ścisłej im. dr. Bogdana Dyakowskiego, a na południowym zachodzie obszar ochrony ścisłej im. prof. Władysława Szafera, w pobliżu którego Jezioro Turkusowe. 1,5 km na południe, nad Zalewem Szczecińskim, obszar ochrony ścisłej im. prof. Adama Wodziczki.
1 stycznia 2011 r. zmieniono status Trzciągowa z przysiółka na część wsi Wapnica.
Wzdłuż Doliny Trzciągowskiej przebiega droga lokalna (Wapnica - droga krajowa nr 3), oraz przecina ją znakowany turystyczny  Szlak Nad Bałtykiem i Zalewem Szczecińskim (Międzyzdroje→ Wolin). 